# Burgstall Kollbach
Der Burgstall Kollbach ist eine abgegangene mittelalterliche Höhenburg vom Typus einer Turmhügelburg (Motte) auf dem 483 m ü. NHN hohen „Steinberg“ – etwa 1050 Meter westlich der Pfarrkirche St. Martin von Kollbach, einem Ortsteil der Gemeinde Petershausen im Landkreis Dachau in Bayern.  

Die Anlage wird als Bodendenkmal unter der Aktennummer D-1-7634-0021 im Bayernatlas als „Burgstall des hohen Mittelalters ("Steinberg")“ geführt. Von der ehemaligen Burganlage ist noch der Turmhügel erhalten. 